# Ben Bishop
Ben Bishop (* 21. listopadu 1986 Denver, Colorado) je bývalý americký hokejový brankář National Hockey League (NHL). Jeho předchozími týmy v této soutěži byly Dallas Stars, St. Louis Blues, Ottawa Senators, Tampa Bay Lightnings a Los Angeles Kings.

## Ocenění a úspěchy
- 2005 NAHL - První All-Rookie Tým
- 2006 HE - První All-Rookie Tým
- 2007 HE - All-Academic Tým
- 2008 HE - All-Academic Tým
- 2008 HE - Druhý All-Star Tým
- 2012 AHL - All-Star Game
- 2012 AHL - Nejvíce čistých kont
- 2012 AHL - Druhý All-Star Tým
- 2016 NHL - All-Star Game [1]
- 2016 NHL - Nejnižší průměr obdržených branek na zápas
- 2016 NHL - Druhý All-Star Tým
- 2019 NHL - Druhý All-Star Tým
- 2019 NHL - Nejnižší průměr obdržených branek na zápas

## Prvenství
- Debut v NHL – 24. října 2008 (St. Louis Blues proti Los Angeles Kings)
- První inkasovaný gól v NHL – 24. října 2008 (St. Louis Blues proti Los Angeles Kings, kanadským útočníkem Jarret Stoll)
- První vychytaná nula v NHL – 25. února 2011 (Edmonton Oilers proti St. Louis Blues)

## Statistiky

### Základní části
| Sezona       | Tým                 | Liga         | Z   | V   | P   | R/Pvp | MIN    | OG  | ČK | POG  | %ChS |
| ------------ | ------------------- | ------------ | --- | --- | --- | ----- | ------ | --- | -- | ---- | ---- |
| 2004–05      | Texas Tornado       | NAHL         | 45  | 35  | 8   | 2     | 2577   | 83  | 5  | 1.93 | .920 |
| 2005–06      | University of Maine | HE           | 31  | 21  | 7   | 2     | 1728   | 64  | 0  | 2.22 | .908 |
| 2006–07      | University of Maine | HE           | 34  | 21  | 9   | 2     | 1907   | 68  | 3  | 2.14 | .923 |
| 2007–08      | University of Maine | HE           | 34  | 13  | 18  | 3     | 1972   | 80  | 2  | 2.43 | .920 |
| 2007–08      | Peoria Rivermen     | AHL          | 5   | 2   | 2   | 1     | 302    | 12  | 0  | 2.38 | .908 |
| 2008–09      | Peoria Rivermen     | AHL          | 33  | 15  | 16  | 1     | 1898   | 89  | 1  | 2.81 | .897 |
| 2008–09      | St. Louis Blues     | NHL          | 6   | 1   | 1   | 1     | 245    | 12  | 1  | 2.94 | .893 |
| 2009–10      | Peoria Rivermen     | AHL          | 48  | 23  | 18  | 4     | 2793   | 129 | 0  | 2.77 | .901 |
| 2010–11      | Peoria Rivermen     | AHL          | 35  | 17  | 14  | 2     | 2043   | 87  | 2  | 2.55 | .914 |
| 2010–11      | St. Louis Blues     | NHL          | 7   | 3   | 4   | 0     | 369    | 17  | 1  | 2.76 | .899 |
| 2011–12      | Peoria Rivermen     | AHL          | 38  | 24  | 14  | 0     | 2258   | 85  | 6  | 2.26 | .928 |
| 2011–12      | Binghamton Senators | AHL          | 3   | 2   | 1   | 0     | 179    | 7   | 0  | 2.35 | .944 |
| 2011–12      | Ottawa Senators     | NHL          | 10  | 3   | 3   | 2     | 532    | 22  | 0  | 2.48 | .909 |
| 2012–13      | Binghamton Senators | AHL          | 13  | 8   | 3   | 2     | 787    | 34  | 0  | 2.59 | .928 |
| 2012–13      | Ottawa Senators     | NHL          | 13  | 8   | 5   | 0     | 758    | 31  | 1  | 2.45 | .922 |
| 2012–13      | Tampa Bay Lightning | NHL          | 9   | 3   | 4   | 1     | 502    | 25  | 1  | 2.99 | .917 |
| 2013–14      | Tampa Bay Lightning | NHL          | 63  | 37  | 14  | 7     | 3586   | 133 | 5  | 2.23 | .924 |
| 2014–15      | Tampa Bay Lightning | NHL          | 62  | 40  | 13  | 5     | 3519   | 136 | 4  | 2.32 | .916 |
| 2015–16      | Tampa Bay Lightning | NHL          | 61  | 35  | 21  | 4     | 3585   | 123 | 6  | 2.06 | .926 |
| 2016–17      | Tampa Bay Lightning | NHL          | 32  | 16  | 12  | 3     | 1813   | 77  | 1  | 2.55 | .911 |
| 2016–17      | Los Angeles Kings   | NHL          | 7   | 2   | 3   | 2     | 412    | 17  | 0  | 2.49 | .900 |
| 2017–18      | Dallas Stars        | NHL          | 53  | 26  | 17  | 5     | 2887   | 120 | 5  | 2.49 | .916 |
| 2018–19      | Dallas Stars        | NHL          | 46  | 27  | 15  | 2     | 2638   | 87  | 7  | 1.98 | .934 |
| 2019–20      | Dallas Stars        | NHL          | 44  | 21  | 16  | 4     | 2474   | 103 | 2  | 2.50 | .920 |
| 2021–22      | Texas Stars         | AHL          | 1   | 0   | 1   | 0     | 59     | 8   | 0  | 8.20 | .765 |
| Celkem v NHL | Celkem v NHL        | Celkem v NHL | 413 | 222 | 128 | 36    | 23,317 | 903 | 33 | 2.32 | .921 |

### Play-off
| Sezona       | Tým                 | Liga         | Z  | V  | P  | MIN   | OG  | ČK | POG  | %ChS |
| ------------ | ------------------- | ------------ | -- | -- | -- | ----- | --- | -- | ---- | ---- |
| 2004–05      | Texas Tornado       | NAHL         | 11 | 9  | 2  | 660   | 30  | 0  | 2.73 | .891 |
| 2010–11      | Peoria Rivermen     | AHL          | 1  | 0  | 1  | 59    | 2   | 0  | 2.04 | .895 |
| 2014–15      | Tampa Bay Lightning | NHL          | 25 | 13 | 11 | 1459  | 53  | 3  | 2.18 | .921 |
| 2015–16      | Tampa Bay Lightning | NHL          | 11 | 8  | 2  | 582   | 18  | 2  | 1.86 | .939 |
| 2018–19      | Dallas Stars        | NHL          | 13 | 7  | 6  | 811   | 30  | 0  | 2.22 | .933 |
| 2019–20      | Dallas Stars        | NHL          | 3  | 1  | 2  | 133   | 12  | 0  | 5.41 | .844 |
| Celkem v NHL | Celkem v NHL        | Celkem v NHL | 52 | 29 | 21 | 2,985 | 113 | 5  | 2.27 | .924 |

### Reprezentace
| Rok                       | Tým                       | Soutěž                    | Z | V | P | R | MIN | OG | ČK | POG  | %ChS  |
| ------------------------- | ------------------------- | ------------------------- | - | - | - | - | --- | -- | -- | ---- | ----- |
| 2010                      | USA                       | MS                        | 1 | 0 | 0 | 0 | 20  | 0  | 0  | 0.00 | 1.000 |
| 2013                      | USA                       | MS                        | 5 | 3 | 2 | 0 | 297 | 14 | 0  | 2.83 | .876  |
| 2016                      | USA                       | SP                        | 1 | 0 | 1 | 0 | 40  | 4  | 0  | 6.00 | .800  |
| Seniorská kariéra celkově | Seniorská kariéra celkově | Seniorská kariéra celkově | 7 | 3 | 3 | 0 | 357 | 18 | 0  | 3.03 | .870  |